# 葉書 (明日香の曲)
「葉書」（はがき）は、日本のシンガーソングライター・明日香の2枚目のシングル。1983年4月21日にポニーキャニオン/AARD-VARKより発売。

## 概要
デビュー作「花ぬすびと」と同じく、すずきゆみこと明日香の同級生コンビで作られた。しかしながら、「花ぬすびと」のようなヒットには、ならなかった。
長らくCD化されなかったが、2006年に発売されたアルバム「ポプコン・マイ・リコメンド明日香」に収録された。

## 収録曲
| 全作曲: 菅美奈子。 |                                |              |            |          |      |
| #                  | タイトル                       | 作詞         | 作曲・編曲 | 編曲     | 時間 |
| 1.                 | 「葉書」                       | すずきゆみ子 | 菅美奈子   | 鷺巣詩郎 | 3:44 |
| 2.                 | 「ペパーミントキャンディラプ」 | 藤田結香     | 菅美奈子   | 鷺巣詩郎 | 3:39 |
| 合計時間:          | 合計時間:                      | 合計時間:    | 合計時間:  | 7:23     |      |